# 40436 Сільвіекойауд
40436 Сільвіекойауд (40436 Sylviecoyaud) — астероїд головного поясу, відкритий 10 вересня 1999 року.
Тіссеранів параметр щодо Юпітера — 3,405.
Названий на честь наукового журналіста Сільвіо Койауд, що народився в Парижі, але працює в Італії. Він астроном-любитель з дитинства, який має пристрасть до малих планет.